# Le Piège de Méduse

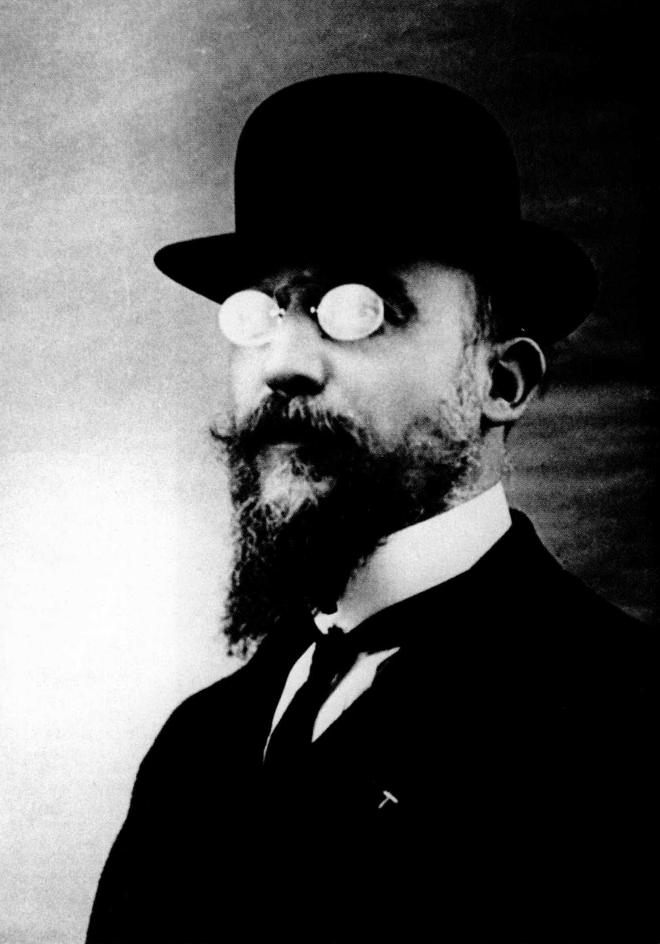
Erik Satie

Le Piège de Méduse est une comédie lyrique en un acte et neuf scènes dont Erik Satie a écrit le texte et la musique de scène.
Satie écrit le texte de la pièce en février-mars 1913. En juin de la même année, il compose la musique, une suite pour piano : sept petites danses, qui sont destinées aux entractes entre les scènes. Pour la première publique en 1921, Satie écrit une suite pour ensemble orchestral.

## La pièce
L'intrigue met en scène le baron Méduse, riche rentier âgé et excentrique, sa fille Frisette, Astolpho l'amoureux de cette dernière, et Polycarpe, le valet du baron.
Les scènes s'enchaînent sans logique, autour d'un scénario élémentaire : l'hésitation puis le consentement du baron au mariage de Frisette et d'Astolpho. Le baron veut être sûr que le fiancé, un employé « aux divorces et aux accidents du travail », a de l'affection pour son futur beau-père : « Je vais lui tendre un piège... un piège grossier ... Ce sont les meilleurs » (scène 5). Il lui demande : « Savez-vous danser sur un œil ?... l'œil gauche ? » (scène 9), Astolpho pétrifié lui répond « Non », le baron est enchanté de la franchise de sa réponse et tout se termine par une étreinte amicale des protagonistes.
Un autre élément de l'intrigue consiste dans les relations entre le baron et son valet Polycarpe, qui font partie du même syndicat, ce qui autorise Polycarpe à tutoyer son employeur, à se montrer hargneux ou méprisant ; à la scène 8, Méduse décide de démissionner du syndicat et Polycarpe soumis va se cacher « dans le fond de la cave ».
Entre chacune des neuf scènes, un singe du nom de Jonas (un singe « empaillé de main de maître ») s'anime de façon mécanique et danse.

## La musique
La partition musicale est une série de très courtes danses : "Quadrille" ; "Valse" ; "Pas vite" ; "Mazurka" ; "Un peu vif" ; "Polka" et "Quadrille", écrites de manière humoristique par Satie pour les entractes entre les scènes, lors des danses du singe mécanique. Elles rappellent certaines de ses autres œuvres – la valse, par exemple, réapparaît un an plus tard, dans ses Trois valses distinguées du précieux dégoûté.
Lors de la première représentation privée du Piège, Satie avait glissé des feuilles de papier entre les cordes du piano pour obtenir un son plus mécanique. Ce serait la première apparition d'un piano préparé dans l'histoire de la musique,.
Pour la première publique en 1921, Satie écrit une version orchestrale, pour clarinette, trompette, trombone, violon, violoncelle, contrebasse et percussion.

## Représentations et publication
Une représentation privée du Piège de Méduse a lieu quelques mois après son achèvement chez les parents de Roland-Manuel, qui interprète le baron Méduse. Satie l'introduit avec un bref monologue où il indique : « Le rôle du Baron Méduse est une façon de portrait… C’est même mon portrait… un portrait en pied ».
La création publique a lieu à Paris au Théâtre Michel le 24 mai 1921, dans une mise en scène de Pierre Bertin qui joue le rôle-titre, sous la direction musicale de Darius Milhaud. Le Piège est joué avec quatre autres pièces courtes, dans une soirée qualifiée de « Spectacle de théâtre-bouffe » : La Femme fatale « de M. Max Jacob », Caramel mou de Milhaud, Le Pélican de Raymond Radiguet, musique de Georges Auric et Le Gendarme incompris de Jean Cocteau et Raymond Radiguet, musique de Francis Poulenc.
Une des représentations ultérieures notable est celle du Black Mountain College en Caroline du Nord en août 1948, dans une traduction en anglais de Mary Caroline Richards (en) The Ruse of Medusa ; John Cage à l'origine du projet joue la musique au piano, Buckminster Fuller interprète le rôle du Baron Méduse, Merce Cunningham danse la partie du singe mécanique, Willem de Kooning crée la scénographie, Elaine de Kooning joue Frisette et Arthur Penn dirige la mise en scène,.
Une adaptation en allemand par Jürgen Flimm, directeur de l'Opéra Unter den Linden à Berlin, est créée en 2011 lors d'un atelier théâtral au Schiller Theater de Berlin, sous le titre Wissen Sie, wie man Töne reinigt ? Satiesfactionen.
La première édition imprimée du texte de la pièce en 1921, illustrée de 3 gravures sur bois cubistes en couleur par Georges Braque et d'une vignette d'André Derain, est tirée à 112 exemplaires,.
La version piano de la musique est publiée en 1939. La partition d'orchestre ne sera publiée que 40 ans plus tard.

## Le Piège de Méduse, Dada et surréalisme
La fantaisie débridée de la pièce a conduit à considérer la pièce de Satie comme une manifestation anticipée des mouvements Dada et du surréalisme, ou du théâtre de l'absurde, par son utilisation d'une langue « cocasse, tout en ruptures de ton, en coq-à-l'âne, en confusions ».

## Discographie
- « Les inspirations insolites d'Erik Satie » — Socrate, Mercure, Messe des pauvres, Geneviève de Brabant, Le Piège de Méduse, etc. par les chœurs René Duclos, dirigés par Jean Laforge et Gaston Litaize (orgues de l'Église Saint-François-Xavier de Paris) (1974, EMI Classics 62877)